# Posta di Genova
La Posta di Genova fu il servizio postale della Repubblica di Genova, dal Cinquecento alla caduta della Repubblica nel 1797.

## Organizzazione
Il corpo dei corrieri della Repubblica era composto da dodici corrieri, che nel 1630 facevano servizio per Milano, Anversa, Venezia, Lione, Torino, la corte imperiale, Augusta, Palermo, Messina, Napoli, Roma, Firenze, Madrid.
A capo del servizio postale c'era un "Maestro dei Corrieri in Genova", che nel Settecento si chiamerà "Magnifico Generale delle Poste".

## Storia
Già dalla seconda metà del Quattrocento ci sono notizie di corrieri, ma solo dal Cinquecento è attestata l'esistenza di un "Maestro dei Corrieri in Genova" a capo di un'organizzazione stabile.
Le poste genovesi furono talvolta appaltate a famiglie nobili, di volta in volta ai Lomellini, agli Spinola, ai Serra, ai De Marini.
Nel 1731 il servizio fu dato in appalto alla famiglia Rivanegra per sessant'anni.
Nel 1551 il re di Spagna impose la presenza a Genova di un ufficio postale delle poste spagnole, diretto da un "Corriere Maggiore di Sua Maestà", teoricamente solo per gestire la posta di Spagna da e verso l'Italia, come prima tappa del Corriere d'Italia.
In realtà il Maestro delle poste spagnole incettava corrispondenza per tutte le destinazioni e la Repubblica non riuscì mai davvero ad impedirglielo, data la forte dipendenza politica dalla Spagna.
Nel 1731 fu istituito anche l'ufficio delle Poste Francesi a Genova, che in teoria avrebbe dovuto rappresentare solo una tappa del corriere di Francia per Roma, ma anche con questo ufficio si verificarono gli stessi problemi che con quello di Spagna.
Le poste di Genova, da parte loro, avevano un ufficio postale a Roma e fino all'indipendenza del Regno di Napoli (1732) le poste genovesi gestivano la corrispondenza di Napoli e Roma per Torino.
A partire da tale data, invece, furono istituiti i corrieri ordinari (cioè con partenze fisse settimanali o quindicinali) da Torino e dalla Francia per Roma, che passavano da Genova dove avevano un ufficio.